# 최용호 (1964년)
최용호(崔容鎬, 1964년 6월 23일 ~ )은 대한민국의 제8·9대 전라남도 담양군의원이다. 전라남도 담양군 고서면 출신이다.

## 학력
- 고서국민학교 49회 졸업
- 담양고서중학교 6회 졸업
- 광주농업고등학교 70회 졸업
- 전남도립남도대학교 컴퓨터응용전기과 졸업
- 사이버한국외국어대학교 지방 행정ㆍ의회 학과 졸업

## 경력
- 고서청년회 회장
- 고서면 자율방범대장
- 사단법인 상인협의회 이사
- 고서 배드민턴클럽 초대 회장
- 고서주민자치위원
- 더불어민주당 제19대 대통령 후보 문재인 조직특보
- 고서면 상가번영회 회장
- 고서초등학교 운영위원장
- 고서문화체육회 이사
- 고서의용소방대원
- 고서발전협의회 자문위원
- 증암봉사회원
- 마운틴마트 고서점 대표
- 2018.07 ~ 2022.06 제8대 전라남도 담양군의회 의원
- 2018.07 ~ 2020.07 제8대 전라남도 담양군의회 전반기 산업건설위원회 위원
- 2018.07 ~ 2020.07 제8대 전라남도 담양군의회 전반기 의회운영위원회 위원장
- 2020.07 ~ 2022.06 제8대 전라남도 담양군의회 후반기 산업건설위원회 위원
- 2020.07 ~ 2022.06 제8대 전라남도 담양군의회 후반기 자치행정위원회 위원
- 2020.07 ~ 2022.06 제8대 전라남도 담양군의회 후반기 예산결산특별위원회 위원
- 2022.07 ~ 2024.08 제9대 전라남도 담양군의회 의원
- 2022.07 ~ 2024.07 제9대 전라남도 담양군의회 전반기 의회운영위원회 위원
- 2022.07 ~ 2024.07 제9대 전라남도 담양군의회 전반기 자치행정위원회 위원
- 2022.07 ~ 2024.07 제9대 전라남도 담양군의회 전반기 산업건설위원회 위원
- 2022.07 ~ 2024.07 제9대 전라남도 담양군의회 전반기 예산결산특별위원회 위원
- 2024.07 ~ 2024.08 제9대 전라남도 담양군의회 후반기 의회운영위원회 위원
- 2024.07 ~ 2024.08 제9대 전라남도 담양군의회 후반기 자치행정위원회 위원
- 2024.07 ~ 2024.08 제9대 전라남도 담양군의회 후반기 산업건설위원회 위원

## 의원직 상실
- 2024년 9월 9일 최용호 군의원 의원직 상실…대법원 상고기각

## 역대 선거 결과
|  | 43.22% |

|  | 26.36% |